# نادي ميت خاقان
نادي ميت خاقان أو نادي ميت خاقان الرياضي هو نادي رياضي مصري يقع بمحافظة المنوفية بمدينة شبين الكوم، النادي هو الغريم اللدود لنادي الجمهورية الرياضي والمباراة بينهم تعتبر ديربي شبين، تأسس النادي عام 1976 في منطقة ميت خاقان التي أصبحت جزء من شبين بعد التوسع العمراني.